# Puchar Świata w short tracku 2009/2010
Puchar Świata w short tracku 2009/2010 była to 13. edycja zawodów w short tracku. Zawodnicy podczas tego sezonu wystąpili w czterech zawodach tego cyklu rozgrywek. Rywalizacja rozpoczęła się w Pekinie 19 sierpnia, a zakończyła w Marquette, odbywająca się w dniach 12–13 listopada 2009 roku.
Najważniejszą imprezą sezonu były igrzyska olimpijskie w Vancouver.

## Podium zawodów

### mężczyźni
| Miejsce | Data        | Konkurencja       | Zwycięzca        | 2. miejsce      | 3. miejsce    |
| Pekin   | 19 września | 1500 m            | Sung Si-bak      | Lee Ho-suk      | Lee Jung-su   |
| Pekin   | 19 września | 500 m             | Kwak Yoon-gi     | Sung Si-bak     | Jeff Simon    |
| Pekin   | 19 września | 1000 m            | Lee Jung-su      | Charles Hamelin | Kim Seoung-il |
| Pekin   | 19 września | 5000 m – sztafeta | Korea Południowa | Chiny           | Kanada        |

| Miejsce | Data        | Konkurencja       | Zwycięzca        | 2. miejsce    | 3. miejsce    |
| Seul    | 26 września | 1500 m            | Lee Ho-suk       | Lee Jung-su   | Kim Seoung-il |
| Seul    | 26 września | 500 m             | Charles Hamelin  | Han Jialiang  | Lee Ho-suk    |
| Seul    | 27 września | 1000 m            | Lee Ho-suk       | Jordan Malone | Kwak Yoon-gy  |
| Seul    | 27 września | 5000 m – sztafeta | Korea Południowa | Kanada        | Chiny         |

| Miejsce  | Data        | Konkurencja       | Zwycięzca        | 2. miejsce       | 3. miejsce      |
| Montreal | 7 listopada | 1500 m            | Charles Hamelin  | Sung Si-bak      | Travis Jayner   |
| Montreal | 7 listopada | 500 m             | Charles Hamelin  | Apolo Anton Ohno | Jeff Simon      |
| Montreal | 8 listopada | 1000 m            | Sung Si-bak      | Lee Jung-su      | Charles Hamelin |
| Montreal | 8 listopada | 5000 m – sztafeta | Korea Południowa | Kanada           | Chiny           |

| Miejsce   | Data         | Konkurencja       | Zwycięzca               | 2. miejsce         | 3. miejsce       |
| Marquette | 12 listopada | 1500 m            | Lee Jung-su             | Apolo Anton Ohno   | Charles Hamelin  |
| Marquette | 12 listopada | 500 m             | François-Louis Tremblay | Thibault Fauconnet | Sung Si-bak      |
| Marquette | 13 listopada | 1000 m            | Apolo Anton Ohno        | Lee Jung-su        | Charles Hamelin  |
| Marquette | 13 listopada | 5000 m – sztafeta | Kanada                  | Stany Zjednoczone  | Korea Południowa |

### kobiety
| Miejsce | Data        | Konkurencja       | Zwyciężczyni      | 2. miejsce        | 3. miejsce         |
| Pekin   | 19 września | 1500 m            | Zhou Yang         | Lee Eun-byul      | Katherine Reutter  |
| Pekin   | 19 września | 500 m             | Wang Meng         | Jessica Gregg     | Marianne St-Gelais |
| Pekin   | 19 września | 1000 m            | Katherine Reutter | Lee Eun-byul      | Jessica Smith      |
| Pekin   | 19 września | 3000 m – sztafeta | Korea Południowa  | Stany Zjednoczone | Kanada             |

| Miejsce | Data        | Konkurencja       | Zwyciężczyni | 2. miejsce  | 3. miejsce     |
| Seul    | 26 września | 1500 m            | Lee Eun-byul | Sun Linlin  | Zhou Yang      |
| Seul    | 26 września | 500 m             | Wang Meng    | Zhao Nannan | Kalyna Roberge |
| Seul    | 27 września | 1000 m            | Cho Ha-ri    | Wang Meng   | Park Seung-hi  |
| Seul    | 27 września | 3000 m – sztafeta | Chiny        | Japonia     | Kanada         |

| Miejsce  | Data        | Konkurencja       | Zwyciężczyni      | 2. miejsce        | 3. miejsce  |
| Montreal | 7 listopada | 1500 m            | Katherine Reutter | Cho Ha-ri         | Liu Qiohong |
| Montreal | 7 listopada | 500 m             | Wang Meng         | Kalyna Roberge    | Zhao Nannan |
| Montreal | 8 listopada | 1000 m            | Zhou Yang         | Wang Meng         | Liu Qiohong |
| Montreal | 8 listopada | 3000 m – sztafeta | Chiny             | Stany Zjednoczone | Kanada      |

| Miejsce   | Data         | Konkurencja       | Zwyciężczyni | 2. miejsce        | 3. miejsce         |
| Marquette | 12 listopada | 1500 m            | Zhou Yang    | Liu Qiohong       | Lee Eun-byul       |
| Marquette | 12 listopada | 500 m             | Wang Meng    | Kalyna Roberge    | Marianne St-Gelais |
| Marquette | 13 listopada | 1000 m            | Wang Meng    | Katherine Reutter | Park Seung-hi      |
| Marquette | 13 listopada | 3000 m – sztafeta | Chiny        | Korea Południowa  | Kanada             |

### Igrzyska olimpijskie

#### mężczyźni
| Miejsce                        | Data              | Konkurencja       | Złoto           | Srebro           | Brąz                    |
| Igrzyska olimpijskie Vancouver | 15–26 lutego 2010 | 500 m             | Charles Hamelin | Sung Si-bak      | François-Louis Tremblay |
| Igrzyska olimpijskie Vancouver | 15–26 lutego 2010 | 1000 m            | Lee Jung-su     | Lee Ho-suk       | Apolo Anton Ohno        |
| Igrzyska olimpijskie Vancouver | 15–26 lutego 2010 | 1500 m            | Lee Jung-su     | Apolo Anton Ohno | J.R. Celski             |
| Igrzyska olimpijskie Vancouver | 15–26 lutego 2010 | 5000 m – sztafeta | Kanada          | Korea Południowa | Stany Zjednoczone       |

#### kobiety
| Miejsce                        | Data              | Konkurencja       | Złoto     | Srebro             | Brąz              |
| Igrzyska olimpijskie Vancouver | 15–26 lutego 2010 | 500 m             | Wang Meng | Marianne St-Gelais | Arianna Fontana   |
| Igrzyska olimpijskie Vancouver | 15–26 lutego 2010 | 1000 m            | Wang Meng | Katherine Reutter  | Park Seung-hi     |
| Igrzyska olimpijskie Vancouver | 15–26 lutego 2010 | 1500 m            | Zhou Yang | Lee Eun-byul       | Park Seung-hi     |
| Igrzyska olimpijskie Vancouver | 15–26 lutego 2010 | 3000 m – sztafeta | Chiny     | Kanada             | Stany Zjednoczone |

## Klasyfikacje

### 500 metrów (po 4 z 4 konkurencji)
| Miejsce | Zawodniczka        | Punkty |
| ------- | ------------------ | ------ |
| 1.      | Wang Meng          | 3000   |
| 2.      | Kalyna Roberge     | 2240   |
| 3.      | Zhao Nannan        | 1952   |
| 4.      | Marianne St-Gelais | 1315   |
| 5.      | Jessica Gregg      | 1272   |
| 6.      | Liu Qiuhong        | 1082   |
| 7.      | Arianna Fontana    | 974    |
| 8.      | Katherine Reutter  | 840    |
| 9.      | Erika Huszar       | 758    |
| 10.     | Park Seung-hi      | 654    |

## Wyniki Polaków

### Kobiety
| Konkurencja          | Miejsce | Zawodnik             | BEI | SEO | MON | MAR | Punkty |
| 500 metrów           | 20.     | Patrycja Maliszewska | 35  | 14  | 11  | 40  | 172    |
| 500 metrów           | 45.     | Aida Bella           | 29  | 35  | 42  | 42  | 29     |
| 500 metrów           | 47.     | Anna Romanowicz      | 40  | 30  | 61  | 43  | 22     |
| 1000 metrów          | 38.     | Paula Bzura          | –   | 47  | 19  | 31  | 41     |
| 1000 metrów          | 49.     | Aida Bella           | 33  | 50  | 58  | 51  | 14     |
| 1000 metrów          | 51.     | Patrycja Maliszewska | 48  | –   | 42  | 37  | 12     |
| 1000 metrów          | 67.     | Karolina Regucka     | –   | 49  | –   | –   | 1      |
| 1000 metrów          | 67.     | Anna Romanowicz      | 53  | –   | –   | –   | 1      |
| 1500 metrów          | 35.     | Paula Bzura          | –   | 23  | 20  | 36  | 56     |
| 1500 metrów          | 37.     | Patrycja Maliszewska | 29  | 32  | 34  | 40  | 40     |
| 1500 metrów          | 49.     | Karolina Regucka     | 36  | 40  | –   | –   | 14     |
| 1500 metrów          | 62.     | Anna Romanowicz      | –   | –   | 56  | 51  | 2      |
| 3000 metrów sztafeta | 13.     | Polska               | 10  | 11  | 11  | 11  | 348    |

### Mężczyźni
| Konkurencja | Miejsce | Zawodnik        | BEI | SEO | MON | MAR | Punkty |
| 500 metrów  | 29.     | Dariusz Kulesza | 15  | 17  | 28  | 36  | 89     |
| 500 metrów  | 38.     | Bartosz Konopko | 26  | 37  | 29  | 37  | 43     |
| 500 metrów  | 61.     | Adam Filipowicz | –   | –   | 40  | 79  | 6      |
| 500 metrów  | 79.     | Rafał Pioręcki  | 45  | 48  | –   | –   | 2      |
| 1000 metrów | 56.     | Bartosz Konopko | –   | 50  | 38  | 36  | 17     |
| 1000 metrów | 58.     | Jakub Jaworski  | 52  | 55  | 33  | 55  | 14     |
| 1000 metrów | 66.     | Dariusz Kulesza | 58  | –   | 46  | 59  | 3      |
| 1000 metrów | 93.     | Jakub Borowski  | –   | 59  | –   | –   | 1      |